# Nathan bar Šim’on
Nathan bar Šim’on (abweichend auch: Nathan bar Šimšon) (geb. im 12. Jahrhundert; gest. nach 1223) war ein jüdischer Gelehrter aus Speyer.
Bekannt blieb er vor allem, weil er einer der Unterzeichner der Taqqanot Qehillot Šum war, einer gemeinsamen Rechtssammlung der SchUM-Städte, der jüdischen Gemeinden von Speyer, Worms und Mainz. Für die Versammlung der Gemeinden in Mainz 1220, und einer weiteren 1223, auf denen das geschah, wird er als Vertreter der Gemeinde Speyer angeführt.
In Speyer gehörte Nathan bar Šim’on einem richterlichen Dreier-Kollegium an, zu dem auch Simḥa bar Šemu’el und Jehuda ben Qalonymus ben Meir meSpeyer gehörten. An anderer Stelle – und vielleicht auch für einen abweichenden Zeitraum – werden als seine Kollegen genannt: Rivaq ben Meir und Simḥa bar Šemu’el.